# Племянников, Григорий Андреевич
Григо́рий Андре́евич Племя́нников (1658 — 18 мая 1713, Санкт-Петербург) — стольник Петра I, один из первых сенаторов Российской империи, отец генерала П. Г. Племянникова.

## Биография
Происходил из дворянского рода Племянниковых. Службу начал в 1671 году стряпчим, в 1698—1700 годах был стольником. В это время уже был близок к Петру I, а 7 марта 1700 года назначен был в товарищи к «адмиралтейцу» графу Ф. М. Апраксину, причём получил в заведование Приказ адмиралтейских дел в Москве.
В 1701 году он был командирован в Архангельск, для осмотра шести новых сосновых кораблей, после чего представил в Адмиралтейств-коллегию подробный отчёт о своей поездке, с описанием кораблей, их снаряжения, размеров, количества припасов и прочее.
В 1703 году он имел железный завод, на котором отливались пушки.
13 июля 1707 года Племянников получил от Петра приказ надзирать в Москве за явившимися к смотру недорослями и переписать их, в следующем году ему было повелено «воров Булавинцев, которые ныне на Воронеже, казнить и перевешать по дорогам ближе тех городов, где они жили и воровали», в 1709 году он по-прежнему служил в Адмиралтейском приказе и имел чин стольника. В это время в Москве ему принадлежала усадьба Загорье.
22 февраля 1711 года, когда Пётр, отправившийся на войну с турецким султаном, учредил Правительствующий сенат, на который возлагалось управление государством в его отсутствие, стольник Племянников оказался одним из девяти лиц, облечённых званием сенатора. Помимо присутствования в Сенате, он получал и другие поручения. Так, в начале 1712 года Пётр приказал ему озаботиться о присылке в Петербург «адмиралтейских припасов». В том же году он присутствовал в Расправной палате.
Умер 7 мая 1713 года. Похоронен в ярославском Спасо-Преображенском монастыре.

## Легенда об исцелении
В начале XVIII века Г. А. Племянников после осмотра низовых городов по государеву приказу, на обратном пути в Москву тяжело заболел и был вынужден остановиться во Владимире в поисках средств к облегчению болезни. Однако, никакие традиционные средства не смогли его вылечить, оставалась лишь надежда на Божию помощь. Не имея сил говорить, он жестами объяснил своей супруге, чтобы принесли из Успенского собора в его дом Владимирскую икону Божией Матери. Как только внесли икону в дом, Племянников тут же почувствовал возможность подняться с постели, затем став на колени перед иконой, помолившись и выпив освящённой воды, он тотчас начал говорить, хоть и с трудом, а вскоре благополучно выздоровел. В знак благодарности Племянников пожертвовал собственные средства на обустройство собора и приложил большой серебряный ковш, внутри которого по его приказу сделали надпись:
1708 года 15-го января, сей ковш дал вкладу во Владимир в соборную церковь Пречистыя Богородицы Успения, стольник Григорий Андреевич Племянников, по обещанию своему, за совершившееся чудо цельбы от Бога, предстательством Богоматери и святых (Владимирских) чудотворцев от смертных врат на живот возвращение.